# Friedhelm Fischerkeller
Friedhelm Fischerkeller (Colonia, 3 gennaio 1935 – Colonia, 28 gennaio 2008) è stato un ciclista su strada e pistard tedesco, vincitore del Deutschland Tour del 1961.
Fece parte per tre volte della nazionale tedesca di ciclismo su strada impegnata ai Campionati del mondo di ciclismo su strada.

## Palmares
- 1957 (Dilettanti, quattro vittorie)

Campionati tedeschi, Prova in linea dilettanti
Campionato della Westfalia
Grand Prix Guga
Wuppertal
- 1958 (Dilettanti, una vittoria)

Campionati tedeschi, Prova in linea dilettanti
Campionato del Distretto di Colonia
Quer durch die Lueneburger Heide
Hildesheim
Rei Preis
- 1959 (Altenburger, Torpedo, Feru, Faema, una vittoria)

Grand Prix de Veith
- 1961 (Faema, Afri-Cola, Ruberg-Liga, Feru, Torpedo, due vittorie)

1ª tappa Deutschland Tour (Colonia > Bad Schwalbach)
Classifica generale Deutschland Tour

## Piazzamenti

### Grandi giri
- Giro d'Italia

1960: ritirato (5ª tappa)
1961: 34º
- Tour de France

1961: ritirato (17ª tappa)
- Vuelta a España

1959: ritirato (12ª tappa)

### Classiche monumento
- Liegi-Bastogne-Liegi

1961: 27º

### Competizioni mondiali
- Campionati del mondo su strada

Waregem 1957 - In linea dilettanti: 6º
Zandvoort 1959 - In linea: 7º
Salò 1962 - In linea: ritirato